# La Ermita, León
La Ermita är en ort i Mexiko.   Den ligger i kommunen León och delstaten Guanajuato, i den centrala delen av landet, 300 km nordväst om huvudstaden Mexico City. La Ermita ligger 1 975 meter över havet och antalet invånare är 19 703.
Terrängen runt La Ermita är kuperad åt nordväst, men åt sydost är den platt. Runt La Ermita är det mycket tätbefolkat, med 1 313 invånare per kvadratkilometer. Närmaste större samhälle är León de los Aldama, 6,6 km öster om La Ermita. Runt La Ermita är det i huvudsak tätbebyggt.